# Charles Rivington
Charles Rivington, né en 1688 à Chesterfield et mort le 22 février 1742, est un éditeur britannique.
Il fonde une maison d'édition à Londres en 1711.
En 1724, il édite une Histoire générale des plus fameux pirates, qui devient un gros succès.
Restée indépendante jusqu'en 1890, la maison est rachetée par Longman.